# Peinture (Le Fou du roi)
Pour les articles homonymes, voir Peinture.
Peinture (Le Fou du roi) est un tableau réalisé par le peintre espagnol Joan Miró en 1926. Cette toile exécutée à l'huile, au fusain et au crayon est le portrait surréaliste d'un personnage. Elle est conservée au Milwaukee Art Museum, à Milwaukee.

## Expositions
- Joan Miró: Schnecke Frau Blume Stern, Museum Kunstpalast, Düsseldorf, 2002 — n°16.
- Miró : La couleur de mes rêves, Grand Palais, Paris, 2018-2019 — n°26.